# Roda JC in het seizoen 2007/08
Roda JC eindigde in het seizoen 2007/08 als negende in de eredivisie met 47 punten uit 34 wedstrijden (12 overwinningen, 11 gelijke spelen en 11 nederlagen) en een doelsaldo van 55-55.
Daarmee plaatste de club zich voor de play-offs om een plaats in de UEFA Cup. In die play-offs werd het in de eerste ronde door een 0-1 thuisnederlaag en een 0-2 uitnederlaag uitgeschakeld door N.E.C.. Roland Lamah werd in de competitie clubtopscorer met 11 doelpunten, vóór Andres Oper met 7 doelpunten en Marcel Meeuwis met 6 doelpunten.
De club bereikte in de bekerwedstrijden de finale die in Stadion Feijenoord met 2-0 werd verloren van Feyenoord. Anouar Hadouir werd in de bekerserie clubtopscorer met 3 doelpunten, vóór Marcel Meeuwis en Willem Janssen met elk 2 doelpunten.
Trainer-coach was Raymond Atteveld terwijl Huub Narinx zowel algemeen directeur als technisch en commercieel directeur was.
Roda JC had afscheid genomen van Humphrey Rudge, Ken Leemans, Roy Bejas, Kemy Agustien, Kevin van Dessel, Vladan Kujović en Adil Ramzi. Nieuwkomers waren Willem Janssen en Frank van Kouwen (beiden van VVV Venlo). Als vervanger van doelman Kujović contracteert Roda JC twee keepers: de jonge Pool Przemyslaw Tyton  (Gornic Leczna) en de Belg Cliff Mardulier (Schoten). Fatih Sonkaya keerde van FC Porto terug op huurbasis. Roda JC huurde twee jonge spelers van RSC Anderlecht: middenvelder Cheick Tioté en aanvaller Roland Lamah. Ook spits Jeanvion Yulu-Matondo werd gehaald. Hij kwam over van Club Brugge.
In de winterstop vertrekken twee spelers die in de eerste speelronde nauwelijks aan spelen toekwamen: Elbekay Bouchiba verkaste naar de club van Ramzi, Al-Wakrah SC in Qatar. Bas Sibum, die zijn basisplek was kwijtgeraakt aan Cheick Tioté, maakte de overstap naar NEC. Roda JC haalde zelf rechtsback Nuelson Wau van Willem II.

## Wedstrijden

### Oefenwedstrijden
| Datum            | Thuis          | Uitslag | Uit           |
| ---------------- | -------------- | ------- | ------------- |
| 14 juli 2007     | SV Heerlen     | 0 - 7   | Roda JC       |
| 21 juli 2007     | SV Gemert      | 0 - 2   | Roda JC       |
| 26 juli 2007     | Helders Elftal | 0 - 4   | Roda JC       |
| 28 juli 2007     | Roda JC        | 1 - 0   | N.E.C.        |
| 31 juli 2007     | Helmond Sport  | 3 - 1   | Roda JC       |
| 5 augustus 2007  | Roda JC        | 0 - 3   | Getafe CF     |
| 10 augustus 2007 | Roda JC        | 0 - 1   | Real Murcia   |
| 14 augustus 2007 | VV Schaesberg  | 0 - 7   | Roda JC       |
| 5 januari 2008   | Roda JC        | 2 - 1   | KSV Roeselare |
| 8 januari 2008   | Cercle Brugge  | 1 - 2   | Roda JC       |

### Bekerwedstrijden
| Datum            | Thuis           | Uitslag | Uit           |
| ---------------- | --------------- | ------- | ------------- |
| 5 september 2007 | SV Spakenburg   | 0 - 2   | Roda JC       |
| 29 oktober 2007  | Roda JC         | 3 - 2   | De Graafschap |
| 15 januari 2008  | Roda JC         | 3 - 0   | Excelsior     |
| 26 februari 2008 | FC Dordrecht    | 1 - 3   | Roda JC       |
| 19 maart 2008    | Heracles Almelo | 2 - 2   | Roda JC       |
| 27 april 2008    | Feyenoord       | 2 - 0   | Roda JC       |

### Eredivisie
| Datum             | Thuis            | Uitslag | Uit              |
| ----------------- | ---------------- | ------- | ---------------- |
| 18 augustus 2007  | N.E.C.           | 1 - 1   | Roda JC          |
| 24 augustus 2007  | Roda JC          | 2 - 1   | Heracles Almelo  |
| 2 september 2007  | VVV-Venlo        | 3 - 5   | Roda JC          |
| 16 september 2007 | Roda JC          | 1 - 3   | Feyenoord        |
| 22 september 2007 | Willem II        | 1 - 0   | Roda JC          |
| 29 september 2007 | Roda JC          | 3 - 3   | Excelsior        |
| 7 oktober 2007    | FC Twente        | 0 - 1   | Roda JC          |
| 21 oktober 2007   | Roda JC          | 1 - 1   | FC Utrecht       |
| 27 oktober 2007   | Roda JC          | 1 - 0   | De Graafschap    |
| 4 november 2007   | Ajax             | 4 - 2   | Roda JC          |
| 11 november 2007  | Roda JC          | 5 - 1   | FC Groningen     |
| 23 november 2007  | NAC Breda        | 0 - 0   | Roda JC          |
| 1 december 2007   | Roda JC          | 3 - 2   | SBV Vitesse      |
| 7 december 2007   | PSV              | 2 - 4   | Roda JC          |
| 14 december 2007  | Roda JC          | 2 - 3   | Sparta Rotterdam |
| 23 december 2007  | AZ Alkmaar       | 1 - 1   | Roda JC          |
| 27 december 2007  | Roda JC          | 1 - 0   | sc Heerenveen    |
| 30 december 2007  | SBV Excelsior    | 1 - 2   | Roda JC          |
| 12 januari 2008   | Roda JC          | 1 - 1   | Willem II        |
| 19 januari 2008   | FC Utrecht       | 3 - 1   | Roda JC          |
| 23 januari 2008   | BV De Graafschap | 2 - 1   | Roda JC          |
| 26 januari 2008   | Roda JC          | 0 - 2   | NAC Breda        |
| 3 februari 2008   | FC Groningen     | 1 - 1   | Roda JC          |
| 10 februari 2008  | Roda JC          | 2 - 1   | Ajax             |
| 16 februari 2008  | Roda JC          | 3 - 1   | FC Twente        |
| 23 februari 2008  | SBV Vitesse      | 1 - 1   | Roda JC          |
| 1 maart 2008      | Roda JC          | 1 - 1   | AZ Alkmaar       |
| 9 maart 2008      | Sparta Rotterdam | 4 - 1   | Roda JC          |
| 16 maart 2008     | Roda JC          | 1 - 1   | PSV              |
| 22 maart 2008     | sc Heerenveen    | 4 - 3   | Roda JC          |
| 29 maart 2008     | Heracles Almelo  | 0 - 0   | Roda JC          |
| 4 april 2008      | Roda JC          | 0 - 2   | N.E.C.           |
| 13 april 2008     | Roda JC          | 4 - 1   | VVV-Venlo        |
| 20 april 2008     | Feyenoord        | 3 - 0   | Roda JC          |